# 접이식 캐노피
접이식 캐노피는 기존의 고정된 형태의 지하철 출입구 캐노피와 달리 기상조건에 따라 자동으로 개폐되는 캐노피(지붕)를 이르는 말이다.

## 개요
비가 오거나 눈이 오면 지상으로 나오는 지하철 출입구 뒤쪽에 접혀있던 접이식 투명 덮개(캐노피)가 출입구 위쪽으로 자동으로 펴지고, 그치면 자동으로 접혀 내려간다.
평상시에 출입구 뒤쪽에 접혀서 주변 건물이나 간판을 가리는 기존 출입구의 문제점을 해결하기위한 특허 장치이다.
현재 서울 지하철 9호선 흑석역과 서울 지하철 3호선 경찰병원역 두 곳에 시범적으로 설치되어 있다.

## 설치 현황

### 서울 지하철 9호선 흑석역 3번 출입구

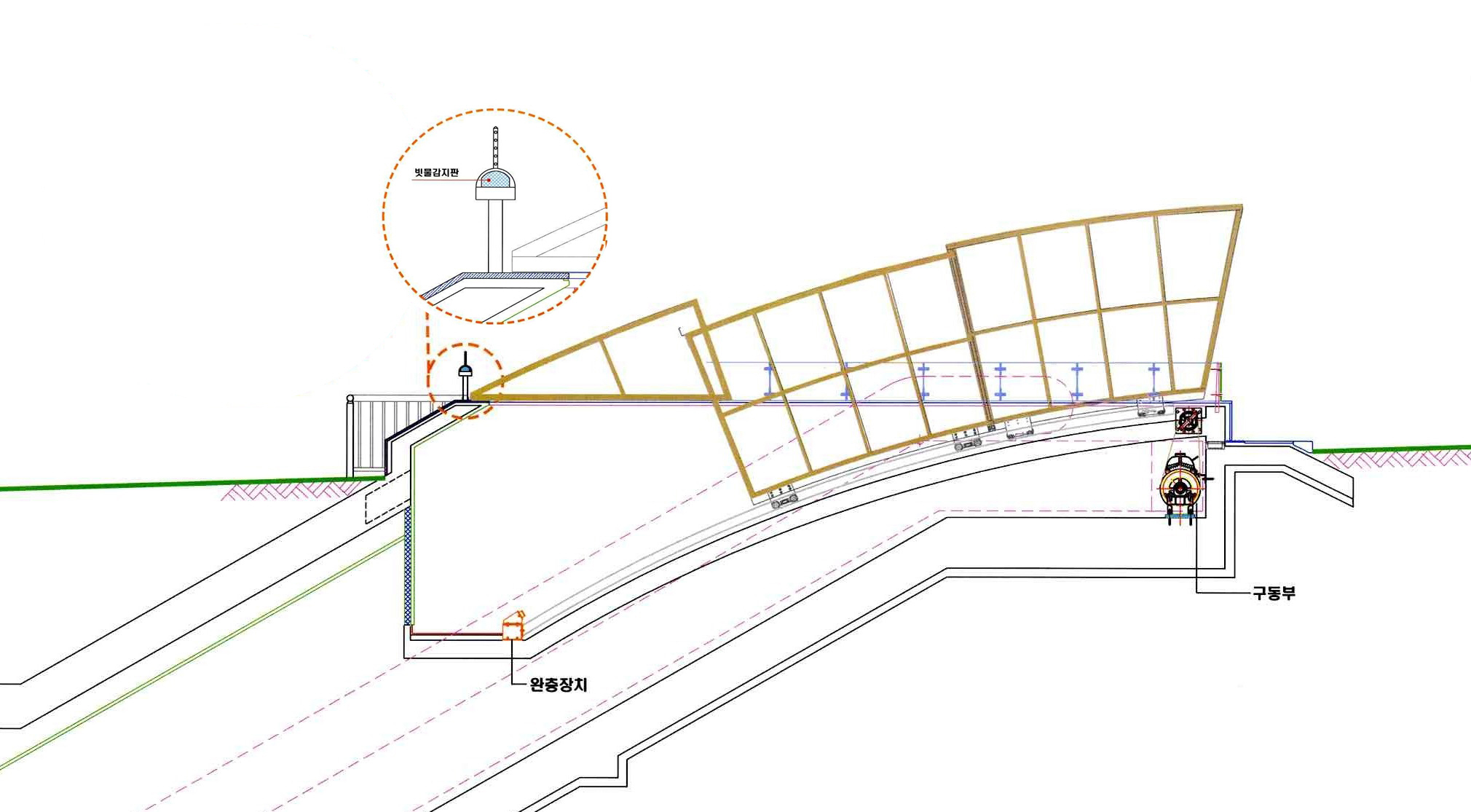
경찰병원역 3번 출입구 측면도

|  |  |

### 서울 지하철 3호선 경찰병원역 3번 출입구
|  |  |

## 제원

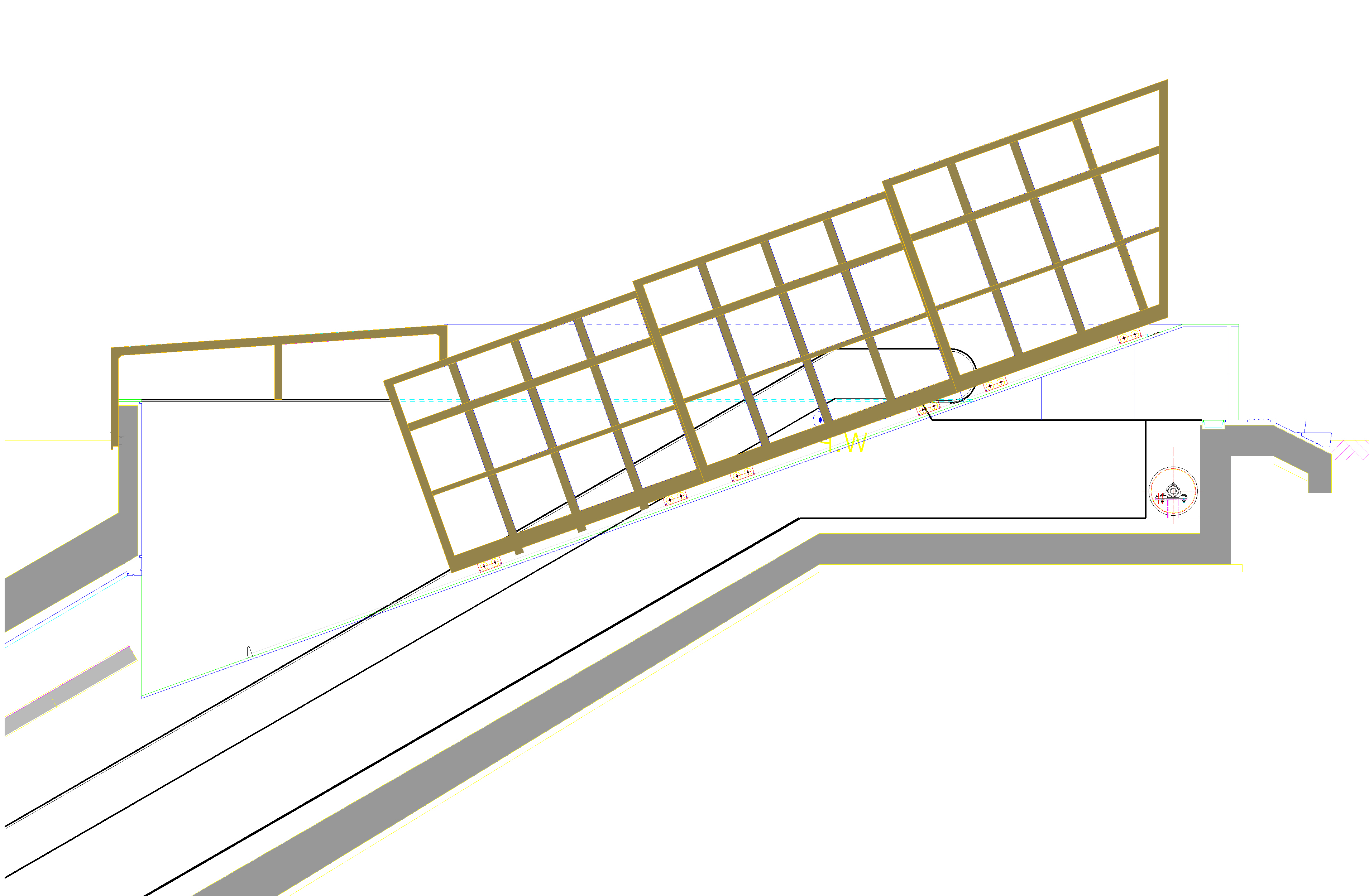
흑석역 3번 출입구 측면도

### 서울 지하철 9호선 흑석역 3번 출입구
세부 제원
캐노피 span수 : 3span
작동시간      : 47초
캐노피 높이   : 4.6m

### 서울 지하철 3호선 경찰병원역 3번 출입구
세부 제원
- 캐노피 span수 : 2span
- 작동시간      : 33초
- 캐노피 높이   : 3.8m

## 추진경위
2008년 5월 : 개발 착수 (서울특별시 도시기반시설본부)
2009년 7월 : 서울 지하철 9호선 흑석역 3번 출입구 시범설치
2010년 1월 : 「자동 접이식 캐노피 구동장치」 특허청 특허 등록
2010년 2월 : 서울 지하철 3호선 경찰병원역 3번 출입구 시범설치

## 같이 보기
- 서울특별시 도시기반시설본부
- 서울 지하철 3호선
- 경찰병원역
- 서울 지하철 9호선
- 흑석역